# Viñuelas (Guadalajara)

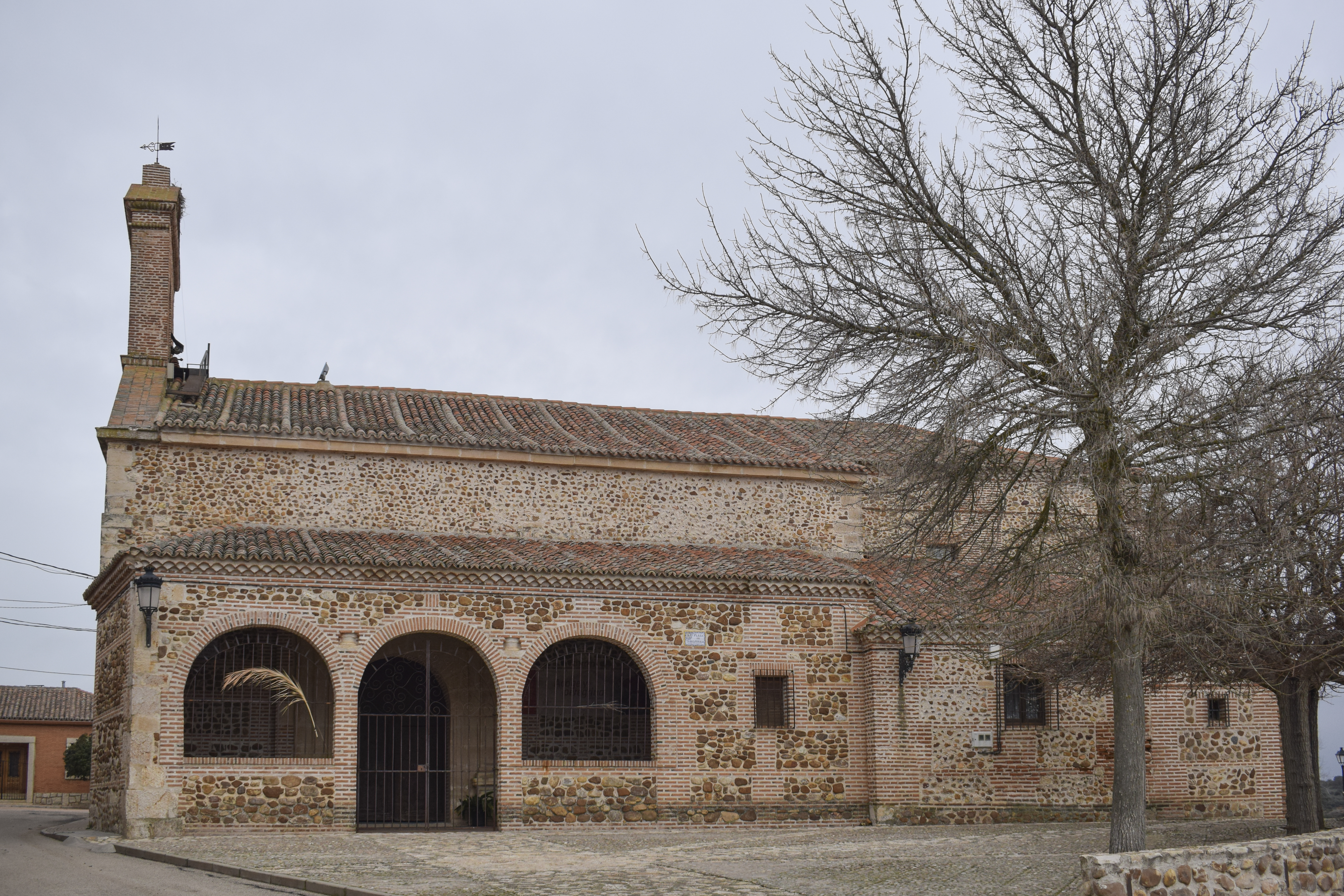
Iglesia de San Lorenzo

Viñuelas es un municipio y localidad española de la provincia de Guadalajara, en la comunidad autónoma de Castilla-La Mancha. El término municipal cuenta con una población de 183 habitantes (INE 2024).

## Ubicación
La localidad está situada a unos 27 km al noroeste de Guadalajara y 55 km de Madrid.

## Historia
Hacia mediados del siglo XIX, el lugar tenía contabilizada una población de 246 habitantes. La localidad aparece descrita en el decimosexto volumen del Diccionario geográfico-estadístico-histórico de España y sus posesiones de Ultramar de Pascual Madoz de la siguiente manera:

VIÑUELAS: v. con ayunt. en la prov. de Guadalajara (4 leg.), part. jud. de Tamajon (5), aud. terr. de Madrid (9), c. g. de Castilla la Nueva, dióc. de Toledo (21). sit. en terreno elevado, libre á la influencia de los vientos; con clima frio, pero sano. Tiene 90 casas; la consistorial; escuela de instruccion primarias cargo de un maestro; igl. parr. servida por un cura y un sacristan. Confina el térm. con los de Villaseca, Fuentelahiguera, Val de Ñuño y Mesones. El terreno, que participa de quebrado y llano, es de mediana calidad y de secano, pues aun cuando brotan varios manantiales, solo sirven sus aguas para beber los vec. y abrevar los ganados. caminos: los locales en mal estado. correo: se recibe y despacha en Guadalajara. prod.: cereales, legumbres, vino y buenos pastos, con los que se mantiene ganado lanar, cabrio, vacuno y mular. ind.: la agrícola, tejido de lienzos y paños ordinarios y algunos otros de los oficios mas indispensables. comercio: esportacion del sobrante de frutos, ganado y lana, é importacion de los art. que faltan. pobl.: 85 vec., 246 alm. cap. prod. 1.903.000 rs imp.: 128,240. contr.: 10,612.
(Madoz, 1850, p. 331)

## Demografía
Viñuelas cuenta con una población de 183 habitantes (INE 2024).

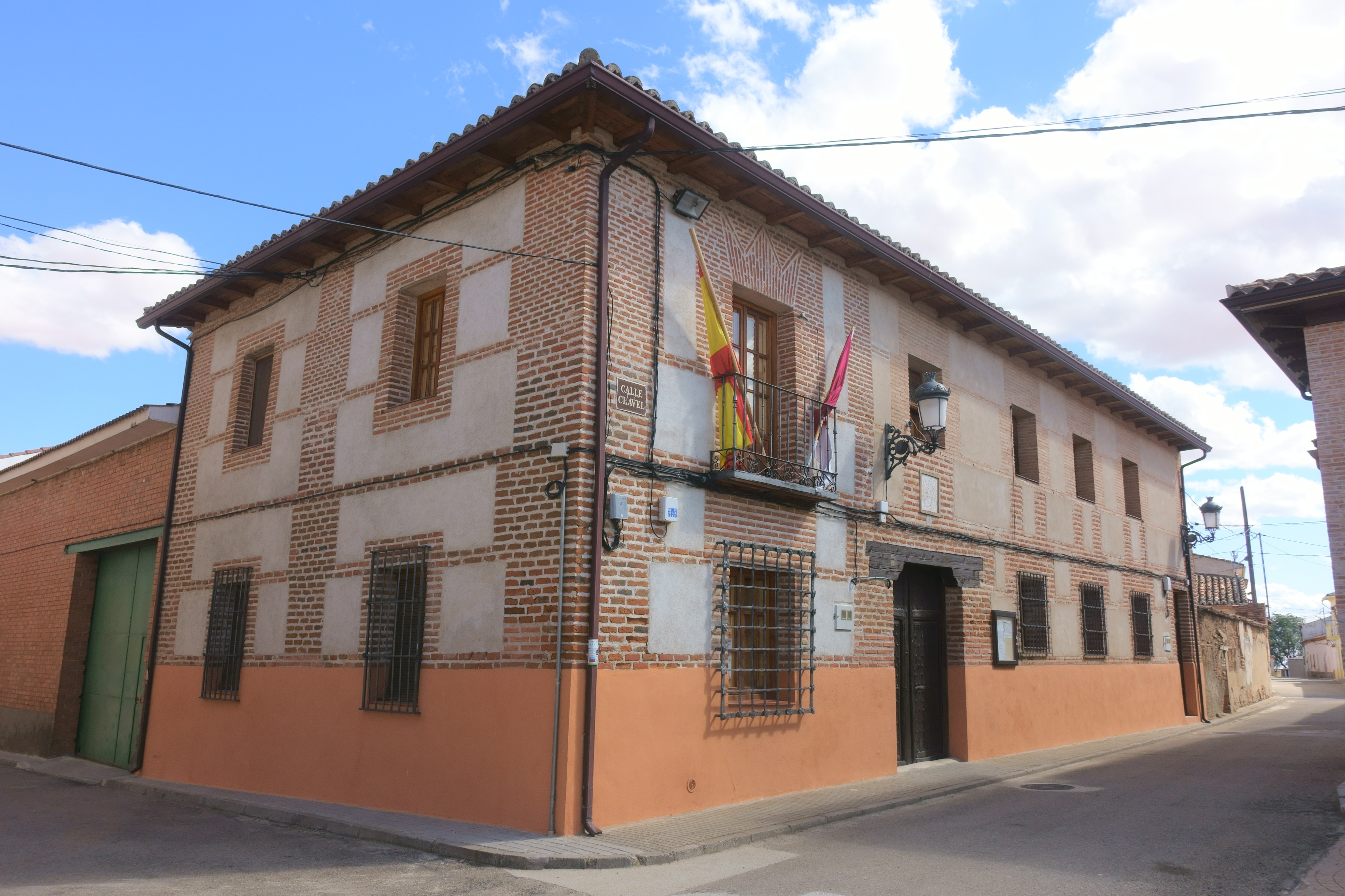
Casa consistorial

| Gráfica de evolución demográfica de Viñuelas entre 1842 y 2021                                                      |
| |
| Población de derecho según los censos de población del INE Población de hecho según los censos de población del INE |

| 188           | 123 | 123 | 118 | 127 | 151 |
| (Fuente: INE) |     |     |     |     |     |